# Selk
Selk ist eine Gemeinde im Kreis Schleswig-Flensburg in Schleswig-Holstein.

## Geografie

### Geografische Lage

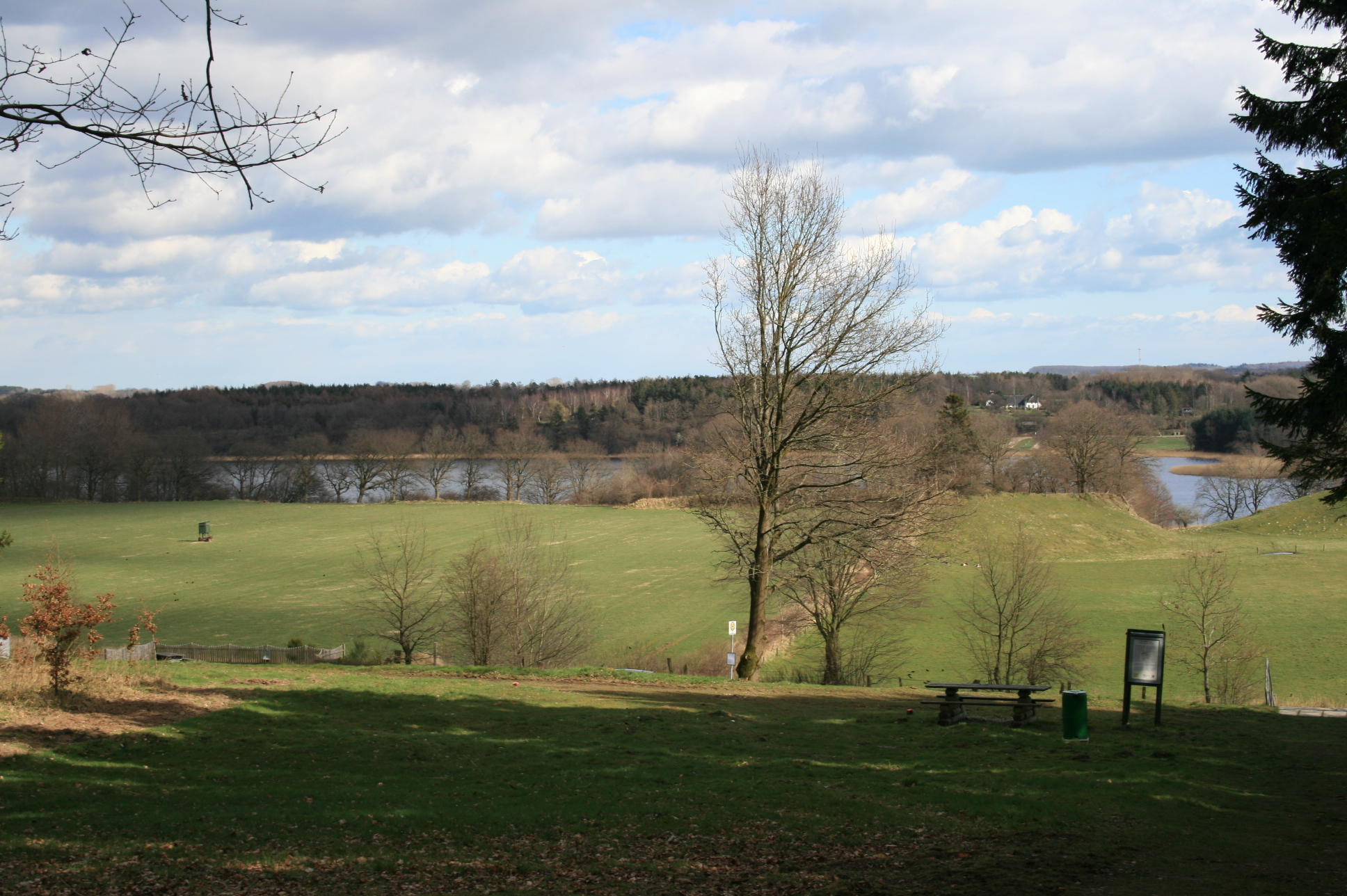
Ausblick vom Königshügel auf das Selker Noor

Das Gemeindegebiet von Selk erstreckt sich südlich des Haddebyer Noors der Schlei im Naturraum Schwansen, Dänischer Wohld (und Amt Hütten) (Haupteinheit Nr. 701). Im Gemeindegebiet liegt das Selker Noor.

### Gemeindegliederung
Die Gemeinde Selk gliedert sich siedlungsgeografisch in mehrere Wohnplätze. Neben den namenstiftenden Dorflagen Ober- (dänisch Ovre Selk oder Over Selk) und Niederselk (dänisch Nedre Selk oder Neder Selk) befinden sich ebenfalls (teilweise) das Dorf Altmühl sowie die Häusergruppen Wedelspang (dänisch Vedelspang) und teilweise Hahnenkrug als weitere Ortsteile im Gemeindegebiet.

### Nachbargemeinden
Unmittelbar angrenzende Gemeindegebiete von Selk sind:
| Busdorf |                                             | Fahrdorf |
| Jagel   | Kompassrose, die auf Nachbargemeinden zeigt |          |
| Lottorf | Brekendorf                                  | Geltorf  |

## Geschichte
Der Ortsname leitet sich vom dänischen Wort selje (Weide) ab. Die erste urkundliche Erwähnung war am 5. März 1412. Da forderte der damalige Schleswiger Bischof die Gemeinde Selk auf, ihre Kirchensteuern zu bezahlen.
Während Oberselk historisch zum Amt Gottorf gehörte und somit dem Herzog von Schleswig-Holstein-Gottorf unterstand, gehörte Niederselk ursprünglich zum St.-Johannis-Kloster vor Schleswig. Vereint wurden die Ortsteile in den 1930er Jahren. Heute gehört Selk zum Amt Haddeby.

### Königshügel
Auf dem Gemeindegebiet soll im Jahr 872 eine Schlacht zwischen Wikingerkönigen stattgefunden haben. Als Folge finden sich noch heute viele Hünen- und Hügelgräber in Selk. Unter dem ca. 42 m hohen Königshügel soll Sigurd begraben worden sein.
Dieser Königshügel am Ortseingang von Selk ist zudem eine Gedenkstätte an die gefallenen österreichischen Soldaten im Deutsch-Dänischen Krieg von 1864. In und um Selk herum liegen zudem verstreut auf den Feldern und an den Wegen Gräber von gefallenen Soldaten aus Österreich, Preußen und Dänemark (Siehe Gefecht um den Königshügel).

### Kograben
Der Kograben (dänisch Kovirke) war ein südlich des Hauptwalls gelegener Teil des Danewerks. Er verlief schnurgerade von der Rheider Au bei Kurburg bis zum Selker Noor.
Die Anlage bestand aus einem zwei Meter hohen Erdwall mit Holzpalisade, dem ein drei Meter tiefer Spitzgraben vorgelagert war. Der Kograben wurde am Ende des 10. Jahrhunderts im Auftrag des dänischen Königs Harald Blauzahn errichtet. Heute ist er noch auf einer Strecke von knapp zwei Kilometern erhalten.

## Politik

### Gemeindevertretung
Bei der Kommunalwahl am 14. Mai 2023 wurden insgesamt elf Sitze vergeben. Diese fielen erneut alle an die Allgemeine Wählergruppe Selk. Die Wahlbeteiligung betrug 66,3 %.

### Wappen
Blasonierung: „Von Gold und Blau schräglinks geteilt, oben eine grüne Kopfweide, unten ein schräggestelltes unterhalbes achtspeichiges silbernes Mühlrad.“

## Wirtschaft und Verkehr
Die Wirtschaft in der Gemeinde ist historisch überwiegend von der Urproduktion der Landwirtschaft geprägt. Aufgrund ihrer Lage am südlichen Rand des Stadt- und Umlandbereichs des Mittelzentrums Schleswig ist heute die Wohnnutzung in den einzelnen Ortsteilen hinzu getreten.
Die Gemeinde ist im motorisierten Individualverkehr auf der vom Kreis Schleswig-Flensburg unterhaltenen Kreisstraße 1 angebunden. Diese zweigt im Nachbarort Busdorf von der Bundesstraße 77 ab. Westlich der Gemeinde verläuft die Bundesautobahn 7 von Rendsburg nach Schleswig, nördlich die Bundesstraße 76 von Eckernförde nach Schleswig.

## Kultur und Sehenswürdigkeiten

### Bauwerke
In der Liste der Kulturdenkmale in Selk stehen die in der Denkmalliste des Landes Schleswig-Holstein eingetragenen Kulturdenkmale.

### Sport
Der TSV Selk erreichte mit seiner Tischtennisabteilung in der Saison 1978/79 die Bundesliga, musste aber sieglos sofort wieder absteigen.
Im Jahr 2009 wurde der Fußballverein FC Altmühl 09 gegründet.

## Söhne und Töchter
- Andreas Grüning (* 28. September 1756 in Selker Mühle; † 1821 in Ottensen), Pädagoge und Kalligraph

## Bilder

Königshügel Gedenkstätte
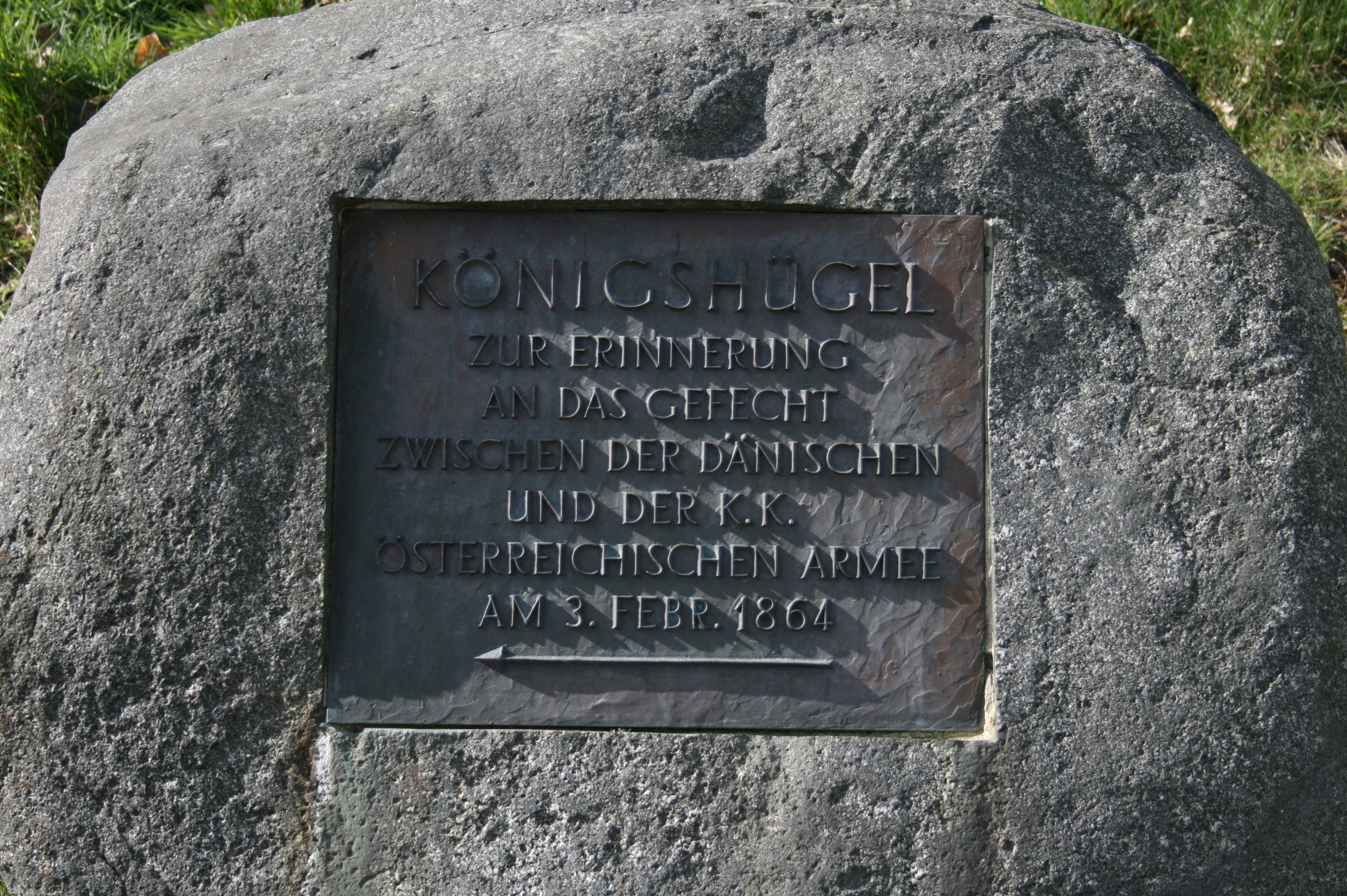
Tafel
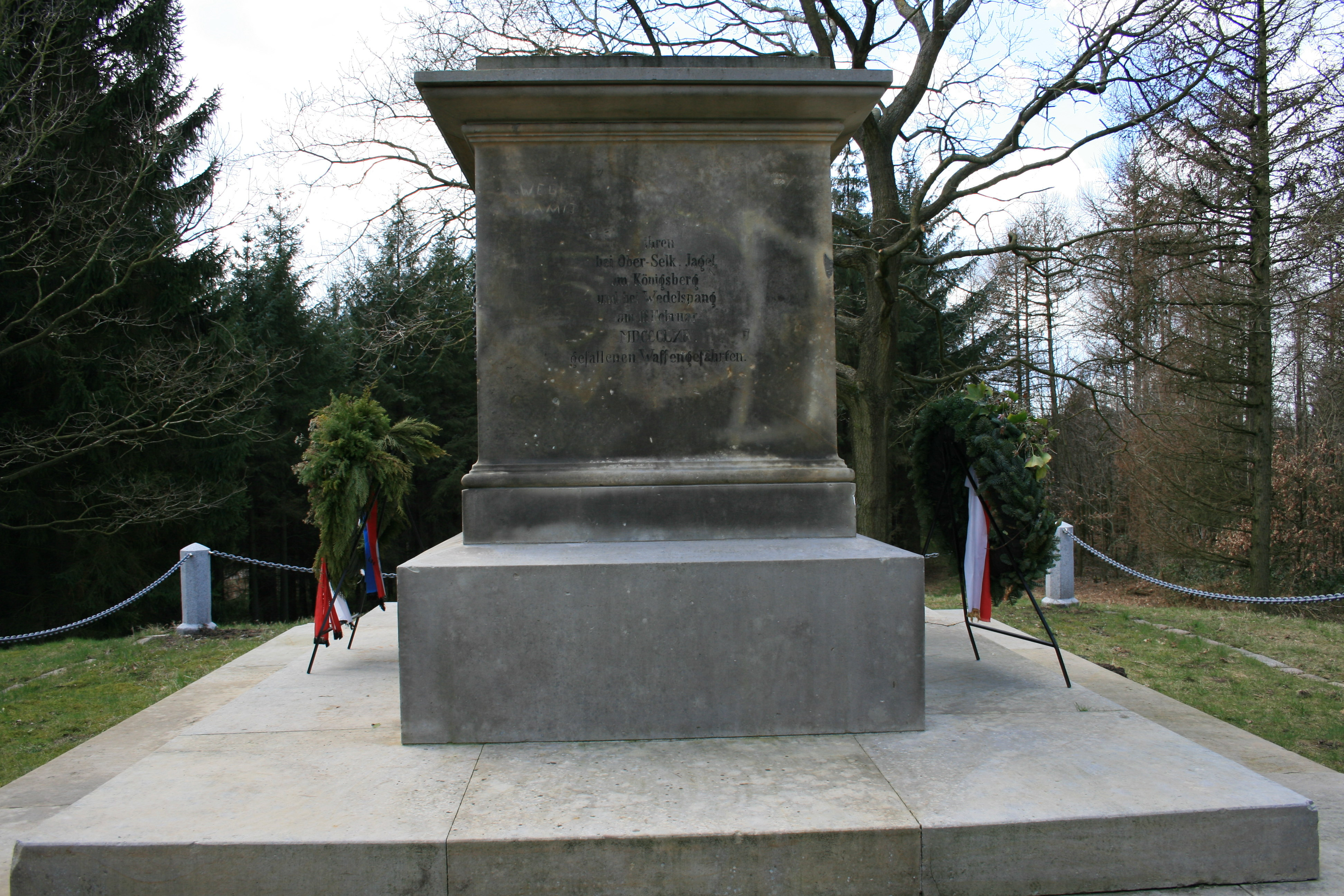
Vorne
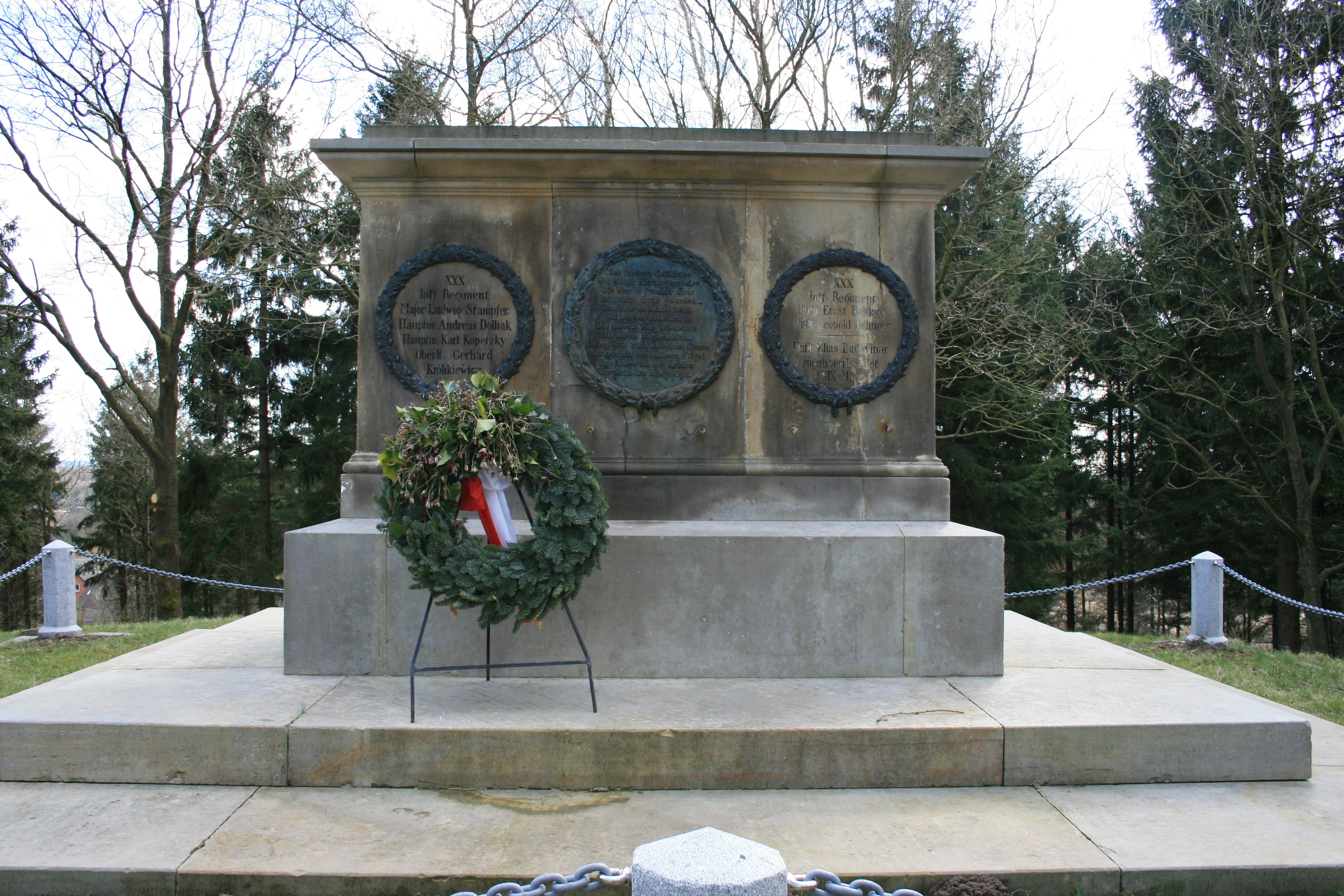
Rechte Seite
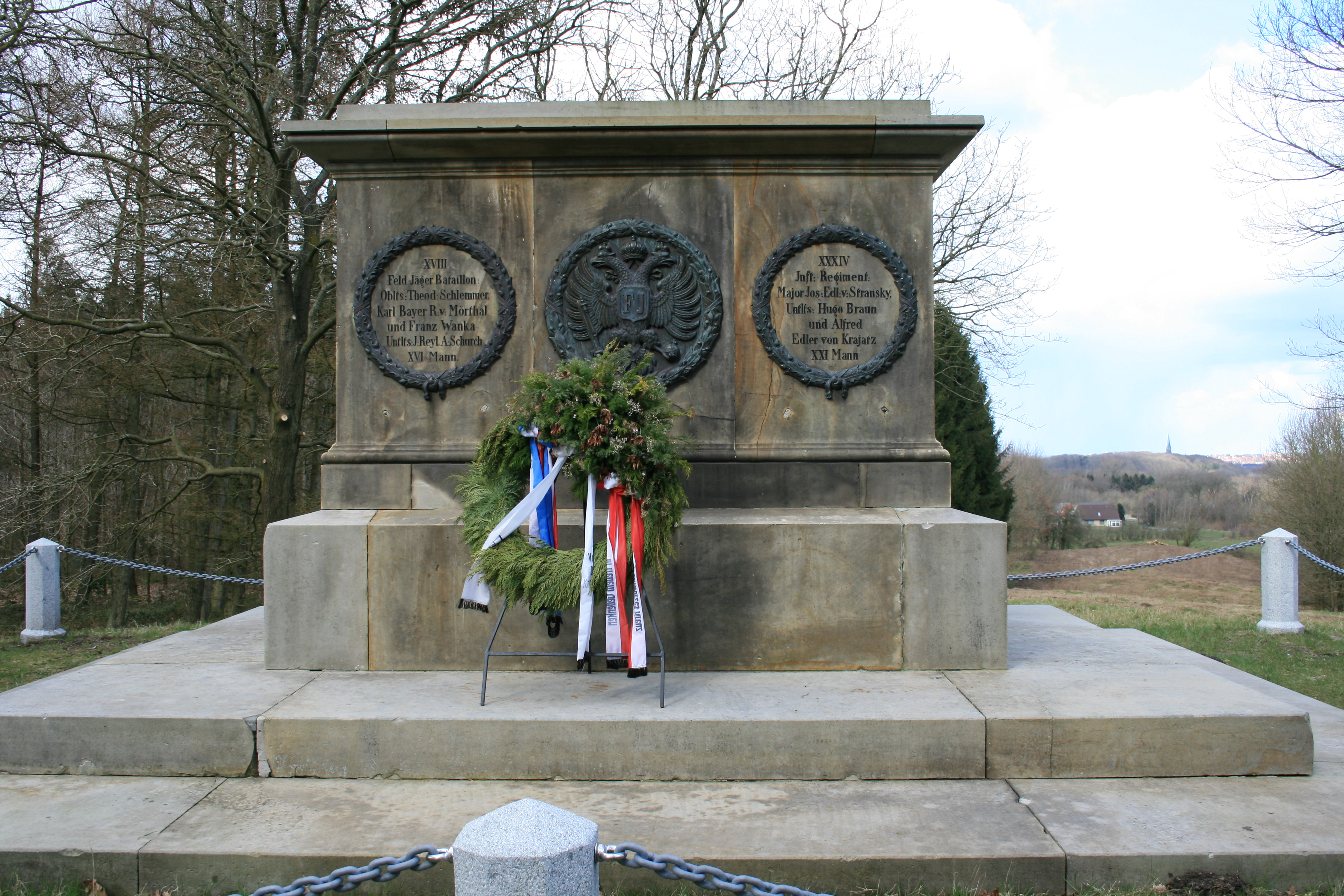
Linke Seite